# タオルケット
タオルケットは、厚手のタオル地で作られた身体の上にかけて、あるいは身体をくるんで使用する寝具である。
主に夏場に使用される。タオル地の特徴である通気性や保水性を利用して快適な寝心地を確保しながら、体温を下げすぎないようにするために使用されている。材質は主に、綿や、綿とポリエステル等の混紡糸を織り上げたタオル地で、好みに合った質感を提供するために、織り方を工夫していることが多い。
長く使われた後には適当な大きさに裁断してウエスにしたり、縫い合わせて雑巾にすることもある